# San Ildefonso (El Salvador)
El distrito de San Ildefonso, El Salvador; nombrado así en honor al español Ildefonso de Toledo del (siglo VII), obispo de la ciudad de Toledo, la que está situada a 13 km al norte de la carretera panamericana, en el sector oriental del departamento de San Vicente, dentro de su jurisdicción en el cantón San Lorenzo, donde se encuentra la Central Hidroeléctrica 15 de Septiembre (conocida como Represa de San Lorenzo), operada por la Compañía estatal CEL, y la cual produce energía hidroeléctrica para el consumo nacional.
El distrito tiene carácter agrícola y ganadero, con amplio comercio de productos, cuenta con servicios de salud (Unidad de Salud -estatal-), Escuela y Servicios de educación media, así mismo cuenta con servicios de seguridad pública (PNC) y transporte público hacia la Ciudad de San Vicente y hacia la Ciudad Capital, durante la guerra civil su población sufrió los embates de la misma, muchos de sus habitantes emigraron a San Vicente o al exterior, el acceso al mismo es a través de carretera de terracería; asimismo cuenta con acceso a través de Ciudad Dolores, en el departamento de Cabañas, su población es de unos 10.000 a 12.000 habitantes y engloba las colonias de empleados de CEl en los alrededores de la represa.